# Порошок (лікарська форма)
Порошки́ (лат. Pulvis) — тверда лікарська форма для внутрішнього або зовнішнього застосування, що складається з одного або кількох подрібнених речовин і має властивість сипучості. Це всебічно вільні дисперсні системи без дисперсійного середовища з дисперсійної фазою у вигляді дрібних твердих частинок різної форми.
При виготовлені порошку з рослинної лікарської сировини її вологість не повинна перевищувати 6—8 %. При вищій вологості сировину потрібно підсушити.